# جويس كارول أوتس

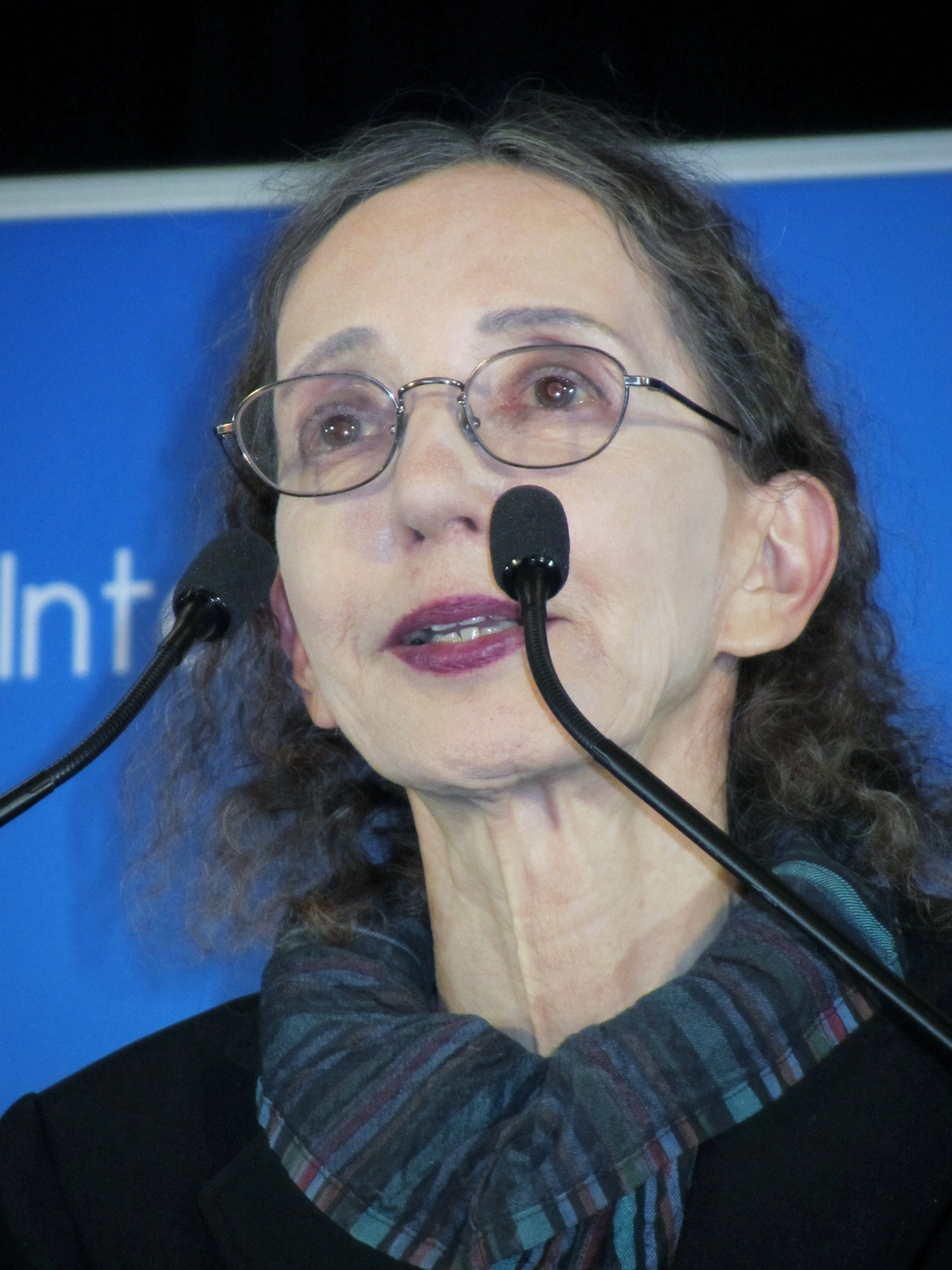
جويس كارول أوتس 2014

جويس كارول أوتس (بالإنجليزية: Joyce Oates)‏ كاتبة وروائية وقاصة أمريكية ولدت 16 حزيران عام 1938 وتقوم بتدريس الأدب في جامعة برينستون منذ عام 1978.

## أسلوب الكاتبة
منذ كتبت روايتها الأولى بسقوط مرتعش عام 1963 قامت أوتس ببناء مجموعة من الروايات ذات طابع قوطي غامض وبقدرة عالية على التحليل الاجتماعي. وتشمل موضوعاتها المفضلة: قوى العقل الباطن والإغراء والعنف والاغتصاب على جانب، وتحليل المجتمع الأمريكي تحليلاً مستفيضاً ووحدة التحليل لديها هي الأسرة والفرد. وتستعين الكاتبة كثيراً بالحوار الداخلي وتستغرق في تفاصيل الشخصيات النفسية بمهارة بالغة، وقالت إنها تأثرت في كتابتها بهنري جيمس وهنري ديفيد ثورو، والمغني بوب ديلان والكاتب ويليام فوكنر صاحب رواية «بينما أرقد محتضرة».
وإنتاج أوتس غزير شمل عشرات الروايات والقصص القصيرة والكتب على امتداد أكثر من 35 عاماً من الكتابة رصدت خلالها الكثير من المجتمع الأمريكي بتحولاته.

## الجوائز
حصلت أوتس «سيدة الأدب الأميركي السوداء» كما يصفها النقّاد، على جوائز كثيرة منها: جائزة الكتاب الوطني عن رواية «هم» في العام 1970 التي تركّزت على معاناة أزمة عائلة بيضاء خلال أعمال الشغب في ديترويت ستينيات القرن الماضي، وجائزة بن مالامود عام 1996 وجائزة فيمينا عن رواية «سقطات» في العام 2005، كما حصلت على جائزة ريا للقصص القصيرة، وجائزتي «أو. هنري» والميدالية الوطنية للعلوم الإنسانية، وجائزة القدس عام 2019، كما رُشحت لجائزة بولتزر عن ثلاث روايات، ووصلت إلى نهائيات جائزة نوبل مرتين، وتعتبر المرشّحة الأبدية لتلك الجائزة.

## ترجمات جويس كارول أوتس العربية
تُرجم للكاتبة مجموعة قصصية بعنوان The Female of the Species بعنوان «الأنثى كنوع» عن سلسلة الجوائز الصادرة عن الهيئة المصرية العامة للكتاب وصدر للكاتبة من نفس السلسلة رواية The Falls وبالعربية «الشلالات»

## من رواياتها
- بسقوط مرتعش
- حديقة الملذات الأرضية
- هم
- أرض العجائب
- ابن الصباح
- بيلفلور
- يجب أن تتذكر هذا
- مقبلات أمريكية
- لأنه مر ولأنه قلبي
- نار الثعلب: اعترافات فتاة عصابات
- زومبي
- كنا عائلة مولفاني
- المجنون
- قلبي استلقى عاريا
- منتصف العمر: قصة رومانسية
- سآخذك هناك
- فتاة سوداء فتاة بيضاء
- ابنة حفار القبور
- أختي وحبي
- طائر الجنة الصغير
- امرأة من طين
- الملعون
- كتاب الشهداء الأمريكيين
- مخاطر السفر عبر الزمن

## روابط خارجية
- جويس كارول أوتس على موقع IMDb (الإنجليزية)
- جويس كارول أوتس على موقع الموسوعة البريطانية (الإنجليزية)
- جويس كارول أوتس على موقع مونزينجر (الألمانية)
- جويس كارول أوتس على موقع ميوزك برينز (الإنجليزية)
- جويس كارول أوتس على موقع أول موفي (الإنجليزية)
- جويس كارول أوتس على موقع قاعدة بيانات الأفلام السويدية (السويدية)
- جويس كارول أوتس على موقع إن إن دي بي (الإنجليزية)
- جويس كارول أوتس على موقع ديسكوغز (الإنجليزية)
- جويس كارول أوتس على موقع قاعدة بيانات الفيلم (الإنجليزية)